# Welleringhausen
Welleringhausen ist der kleinste Ortsteil der Gemeinde  Willingen (Upland) im nordhessischen Landkreis Waldeck-Frankenberg.

## Geschichte

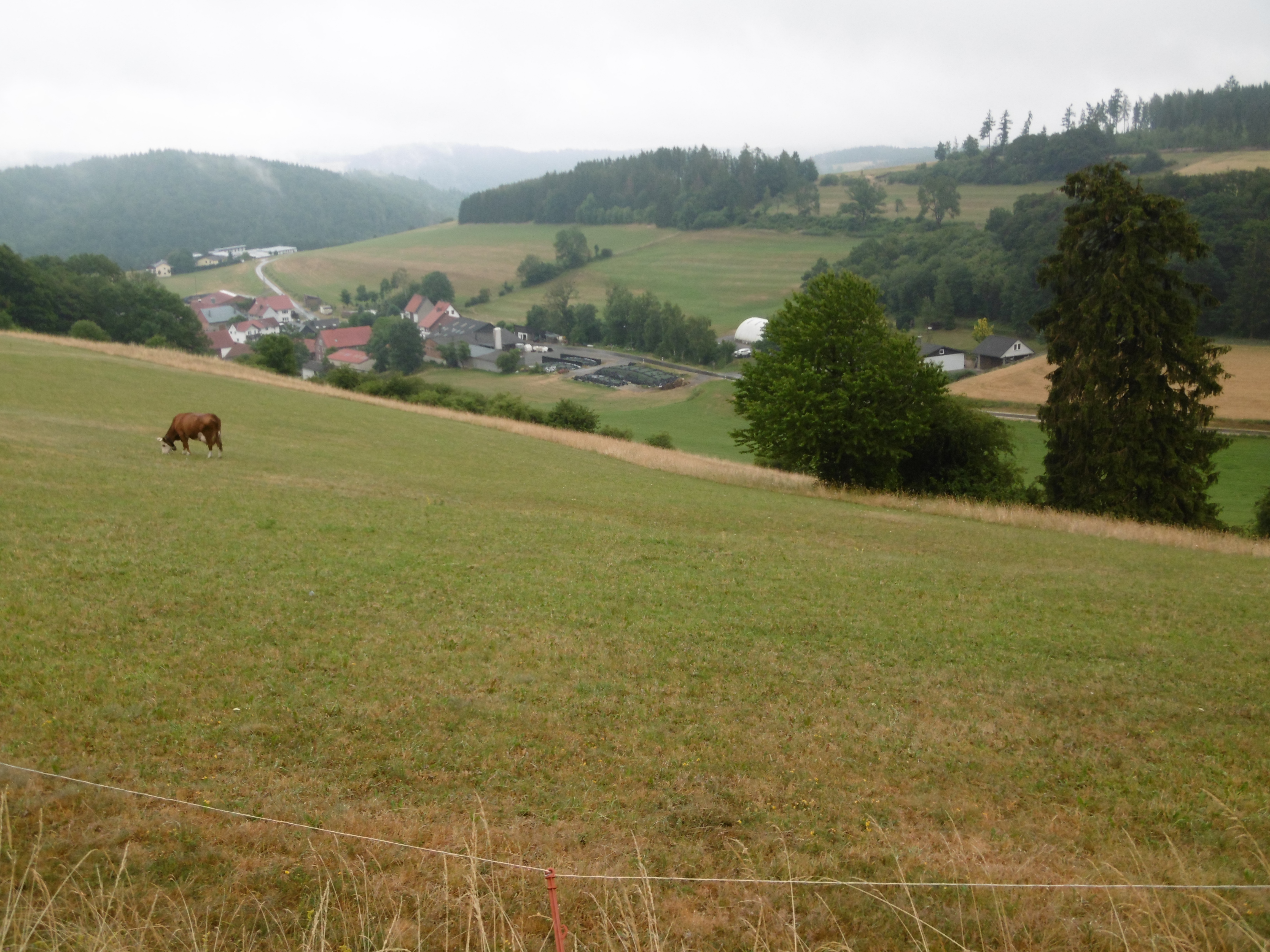
Dorf von Nordwesten

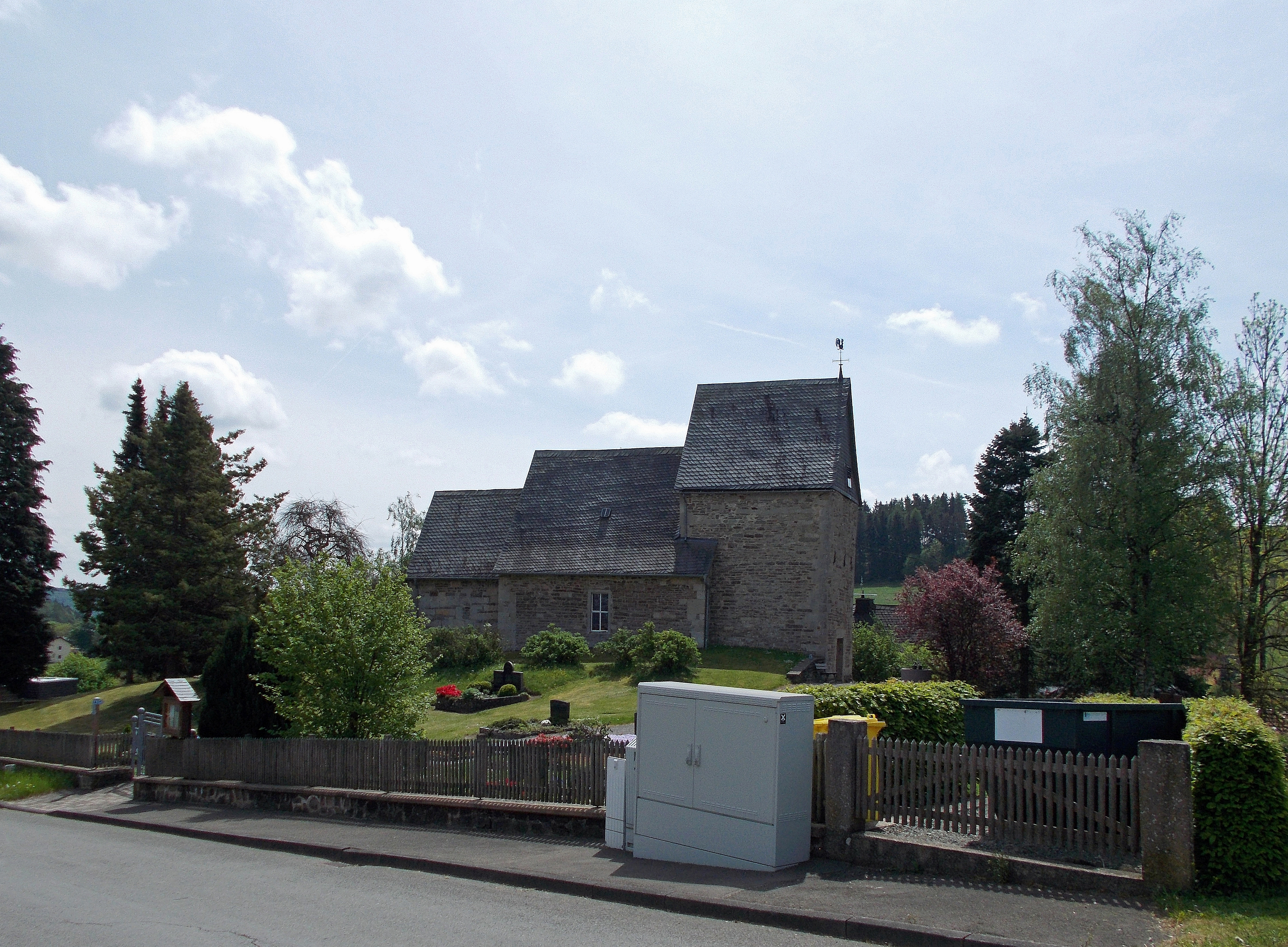
Abrahamskirche

### Ortsgeschichte
Die romanische Abrahamskirche, erstmals im Jahre 1351 erwähnt, wurde vermutlich um 1275 erbaut. Gestiftet wurde sie wahrscheinlich vom Edlen Abraham zu Weltershausen. Der Barockbildhauer Josias Wolrat Brützel gestaltete den Innenraum.  Seit 1969 gehört die Kirche zum Kirchspiel Usseln.
Um den Ort führen die jeweils sieben Kilometer langen Wanderwege Vulkanpfad und Geschichtspfad mit zahlreichen Infotafeln. Eine Apfelallee geht auf den Fürsten zu Waldeck zurück.
Hessische Gebietsreform (1970–1977)
Im Zuge der Gebietsreform in Hessen fusionierten zum 31. Dezember 1971 die bis dahin selbständigen Gemeinden Welleringhausen, Neerdar, Bömighausen, Eimelrod und Usseln zur neuen Gemeinde Upland.
Diese wurde wiederum kraft Landesgesetz am 1. Januar 1974 mit der Gemeinde Willingen zur Großgemeinde Willingen (Upland) zusammengeschlossen. Für alle ehemaligen Gemeinden wurden Ortsbezirke gebildet. Sitz der Gemeindeverwaltung wurde Willingen. Für alle ehemals eigenständigen Gemeinden der neuen Gemeinde Willingen wurden Ortsbezirke mit Ortsbeirat und Ortsvorsteher nach der Hessischen Gemeindeordnung gebildet.

### Verwaltungsgeschichte im Überblick
Die folgende Liste zeigt die Staaten bzw. Herrschaftsgebiete und deren untergeordnete Verwaltungseinheiten, in denen Welleringhausen lag:
- 1489 und später: Heiliges Römisches Reich, Grafschaft Waldeck, Amt Eisenberg
- ab 1712: Heiliges Römisches Reich, Fürstentum Waldeck, Amt Eisenberg
- ab 1806: Fürstentum Waldeck, Amt Eisenberg
- ab 1815: Fürstentum Waldeck, Oberjustizamt des Eisenbergs (Sitz in Kornbach)
- ab 1850: Fürstentum Waldeck-Pyrmont (seit 1849), Kreis des Eisenbergs (Sitz in Korbach)[Anm. 1]
- ab 1867: Fürstentum Waldeck-Pyrmont (Akzessionsvertrag mit Preußen), Kreis des Eisenbergs
- ab 1871: Deutsches Reich, Fürstentum Waldeck-Pyrmont, Kreis des Eisenbergs
- ab 1919: Deutsches Reich, Freistaat Waldeck-Pyrmont, Kreis des Eisenbergs
- ab 1929: Deutsches Reich, Freistaat Preußen, Provinz Hessen-Nassau, Regierungsbezirk Kassel, Kreis des Eisenbergs
- ab 1942: Deutsches Reich, Freistaat Preußen, Provinz Hessen-Nassau, Regierungsbezirk Kassel, Landkreis Waldeck
- ab 1944: Deutsches Reich, Freistaat Preußen, Provinz Kurhessen, Regierungsbezirk Kassel, Landkreis Waldeck
- ab 1945: Amerikanische Besatzungszone, Groß-Hessen, Regierungsbezirk Kassel, Landkreis Waldeck
- ab 1946: Amerikanische Besatzungszone, Hessen, Regierungsbezirk Kassel, Landkreis Waldeck
- ab 1949: Bundesrepublik Deutschland, Hessen, Regierungsbezirk Kassel, Landkreis Waldeck
- ab 1972: Bundesrepublik Deutschland, Hessen, Regierungsbezirk Kassel, Landkreis Waldeck, Gemeinde Upland[Anm. 2]
- ab 1974: Bundesrepublik Deutschland, Hessen, Regierungsbezirk Kassel, Landkreis Waldeck-Frankenberg, Gemeinde Willingen (Upland)[Anm. 3]

### Bevölkerung
Einwohnerstruktur 2011
Nach den Erhebungen des Zensus 2011 lebten am Stichtag dem 9. Mai 2011 in Welleringhausen 90 Einwohner. Darunter waren 3 (3,3 %) Ausländer.
Nach dem Lebensalter waren 21 Einwohner unter 18 Jahren, 33 zwischen 18 und 49, 21 zwischen 50 und 64 und 15 Einwohner waren älter.
Die Einwohner lebten in 33 Haushalten. Davon waren 9 Singlehaushalte, 3 Paare ohne Kinder und 15 Paare mit Kindern, sowie 6 Alleinerziehende und keine Wohngemeinschaften. In 6 Haushalten lebten ausschließlich Senioren und in 18 Haushaltungen leben keine Senioren.
Einwohnerentwicklung
Quelle: Historisches Ortslexikon
- 1541: 12 Häuser
- 1620: 13 Häuser
- 1650: 16 Häuser
- 1738: 16 Häuser
- 1770: 16 Häuser, 119 Einwohner

| Welleringhausen: Einwohnerzahlen von 1770 bis 2019 | Welleringhausen: Einwohnerzahlen von 1770 bis 2019 | Welleringhausen: Einwohnerzahlen von 1770 bis 2019 | Welleringhausen: Einwohnerzahlen von 1770 bis 2019 | Welleringhausen: Einwohnerzahlen von 1770 bis 2019 |
| --- | -------------------------------------------------- | -------------------------------------------------- | -------------------------------------------------- | -------------------------------------------------- |
| Jahr |                                                    |                                                    |                                                    | Einwohner                                          |
| 1770 | 1770                                               |                                                    | 119                                                | 119                                                |
| 1800 | 1800                                               |                                                    | ?                                                  | ?                                                  |
| 1834 | 1834                                               |                                                    | 128                                                | 128                                                |
| 1840 | 1840                                               |                                                    | 138                                                | 138                                                |
| 1846 | 1846                                               |                                                    | 142                                                | 142                                                |
| 1852 | 1852                                               |                                                    | 147                                                | 147                                                |
| 1858 | 1858                                               |                                                    | 132                                                | 132                                                |
| 1864 | 1864                                               |                                                    | 140                                                | 140                                                |
| 1871 | 1871                                               |                                                    | 148                                                | 148                                                |
| 1875 | 1875                                               |                                                    | 137                                                | 137                                                |
| 1885 | 1885                                               |                                                    | 142                                                | 142                                                |
| 1895 | 1895                                               |                                                    | 144                                                | 144                                                |
| 1905 | 1905                                               |                                                    | 153                                                | 153                                                |
| 1910 | 1910                                               |                                                    | 140                                                | 140                                                |
| 1925 | 1925                                               |                                                    | 134                                                | 134                                                |
| 1939 | 1939                                               |                                                    | 120                                                | 120                                                |
| 1946 | 1946                                               |                                                    | 180                                                | 180                                                |
| 1950 | 1950                                               |                                                    | 142                                                | 142                                                |
| 1956 | 1956                                               |                                                    | 115                                                | 115                                                |
| 1961 | 1961                                               |                                                    | 98                                                 | 98                                                 |
| 1967 | 1967                                               |                                                    | 104                                                | 104                                                |
| 1980 | 1980                                               |                                                    | ?                                                  | ?                                                  |
| 1990 | 1990                                               |                                                    | ?                                                  | ?                                                  |
| 2000 | 2000                                               |                                                    | ?                                                  | ?                                                  |
| 2011 | 2011                                               |                                                    | 90                                                 | 90                                                 |
| 2015 | 2015                                               |                                                    | 93                                                 | 93                                                 |
| 2019 | 2019                                               |                                                    | 94                                                 | 94                                                 |
| Datenquelle: Historisches Gemeindeverzeichnis für Hessen: Die Bevölkerung der Gemeinden 1834 bis 1967. Wiesbaden: Hessisches Statistisches Landesamt, 1968. Weitere Quellen: LAGIS; Gemeinde Willingen (Upland); Zensus 2011 |                                                    |                                                    |                                                    |                                                    |

Religionszugehörigkeit
| • 1885: | 141 evangelische (= 97,92 %), drei katholische (= 2,08 %) Einwohner |
| • 1961: | 92 evangelische (= 93,88 %), drei katholische (= 6,03 %) Einwohner  |

## Infrastruktur
Direkt nördlich grenzt ans Dorf das Naturschutzgebiet Grotenberg bei Welleringhausen. In Ortsnähe verläuft der Uplandsteig. Am Sonnenberg befindet sich ein Übungsgelände für Paragleiter.

## Söhne und Töchter des Ortes
- Johannes Behlen (1780–1848), Bauer und Mitglied des Landstandes des Fürstentums Waldeck
- Friedrich Bangert (1856–1943), deutscher Landtagsabgeordneter
- Christian Zölzer (1862–1925), deutscher Landtagsabgeordneter
- Heinrich Schüttler (1855–1942), deutscher Landtagsabgeordneter, 1892 bis 1922 auch Bürgermeister von Welleringhausen